# Joaquín Korsúnianin
Ioakim Korsúnianin (en ruso: Иоаким Корсунянин fue el primer obispo de Nóvgorod (entre circa 989 y 1030). Como su nombre sugiere, probablemente proviniera de la ciudad bizantina de Quersoneso (Korsun) en la Península de Crimea. Estuvo enviado a Rus de Kiev hacia 989 (las fuentes divergen sobre el año preciso de su llegada a Kiev y posteriormente a Nóvgorod). Al llegar a Nóvgorod, tiró el ídolo del dios Perún al río Vóljov y mandó construir el monasterio Perunski en el lugar donde había estado el ídolo. También mandó construir la primera (de madera) Catedral de Santa Sofía de Nóvgorod en el lugar de un cementerio pagano (aunque este no sería descubierto hasta excavaciones arqueológicas realizadas en el siglo XX). Del mismo modo, mandó construir la Iglesia de Joaquín y Ana, nombrada así por sus santos patrones, la cual estaba cerca de la catedral. Allí fue enterrado tras su muerte en 1030, pero sus restos fueron trasladados a la catedral en 1598.
Se conoce poco de su obispado, pese a la atribución tradicional a él de la escritura de la Ioakímovskaya Létopis (Crónica de Ioakim), que ahora se considera cuestionable. Parece ser una recopilación del siglo XVII, atribuida actualmente al Patriarca Joaquín de Moscú, en lugar de a Ioakim Korsúnianin.  Tras su muerte en 1030, su discípulo Efrem administró la eparquía durante cinco años, hasta 1035, año de la llegada de Luká Zhidiata
Ioákim es venerado como santo por la Iglesia Ortodoxa Rusa. Los días en que se conmemora su festividad son el 10 de febrero, por ser el día de los Santos de Nóvgorod, en el que se conmemora a otros diez obispos y arzobispos, y el 19 de junio.